# Fort d’Ivry
Fort d’Ivry – jeden z fortów dziewiętnastowiecznych fortyfikacji Paryża, zbudowanych z inicjatywy Adolphe’a Thiersa. Powstał w latach 1841–1845, na wzgórzu dzisiejszego przedmieścia Paryża, Ivry-sur-Seine.
Jest to pentagonalny fort bastionowy; cztery z pięciu bastionów wyposażono w latach 1852–1860 w podziemne galerie o grubości sklepień 6m i łącznej długości dwóch kilometrów, służące jako schrony dla załogi. Ponadto dla załogi przeznaczono 18 kazamat w kurtynie między bastionami 3. i 4., pięć kazamat tworzących dwie wartownie przy bramie głównej, oraz koszary wokół palcu broni; dwa dodatkowe budynki przeznaczone były dla oficerów (przebudowane w 1872 roku). głównym materiałem konstrukcyjnym jest piaskowiec, z obramowaniem okien i drzwi z bloków ciętego kamienia; podobnie wykonane były magazyny amunicyjne.
Bastiony 3 i 4 mają kazamaty ze strzelnicami dla broni ręcznej, pozostałe bastiony wyposażone są w kryte drogi dla piechoty. Wały artyleryjskie bastionów i kurtyn wyposażone są w 50 poprzecznic, z których 28 posiada schrony pogotowia. W 1870 fort uzbrojony był w 94 działa, do których proch przechowywano w dwóch magazynach o łącznej powierzchni 142 m². Trzy studnie zaopatrywały fort w wodę.
Fort jest dobrze zachowany, łącznie z fosą, z wyjątkiem odcinka zachodniego, gdzie fosa została zabudowana koszarami policji. Na przedstoku znajdują się ogrody, budynki mieszkalne i szkolne. W forcie znajdują się archiwa mediateki ministerstwa obrony (Etablissement de communication et de production audiovisuelle de la défense (ECPAD)), obejmujące zbiory filmowe i fotograficzne od I wojny światowej do czasów współczesnych.